# Девингталь, Юрий Владимирович
Ю́рий Влади́мирович Девингта́ль (30 сентября 1924, Рига, Латвия — 17 ноября 1997, Пермь) — советский, российский учёный-математик, основатель и  первый директор вычислительного центра Пермского университета (1960–1990), основатель и первый зав. кафедрой прикладной математики механико-математического факультета Пермского университета (1972–1984).

## Биография
Отец Пётр-Вольдемар (Владимир), был выходцем с хутора в имении Руэнталь (Рундале) в Бауском уезде Курляндской губернии, затем жил в Петрограде, работал сотрудником ВЧК, затем — технологом в молочной промышленности; был репрессирован и расстрелян. Переехав с матерью в село Каширинское Оренбургской области, Владимир попадает в детский дом (репрессирована мать), затем уезжает к тёте в Москву. В 1940 году стал комсомольцем.
Во время Великой Отечественной войны добровольцем вступил в отряд истребителей танков Дзержинского района Москвы, принимал участие в столкновениях с фашистами при обороне Москвы (1941). Учился в сварочном техникуме (1942). В конце 1942 года был демобилизован и отправлен в город Кизел Пермской области на ремонтно-механический завод при шахте. Работал там два с половиной года подручным котельщика, учётчиком, фрезеровщиком.
С декабря 1944 по июнь 1945 — учёба в школе рабочей молодёжи в Кизеле (окончил с золотой медалью).
1945—1950 — учёба на физико-математическом факультете Пермского университета (окончил с красным дипломом).
1957—1958 — годичная аспирантура у Л. И. Волковыского с защитой кандидатской диссертации «О некоторых уравнениях смешанного типа».
1960—1990 — основатель и директор вычислительного центра Пермского университета.
1968—1971 — заведующий кафедрой теории функций механико-математического факультета Пермского университета.
1972—1984 — основатель и первый зав. кафедрой прикладной математики механико-математического факультета Пермского университета.

## Научная и организационная деятельность
На рубеже 1950–1960 в ПГУ назрела необходимость создания специализация по вычислительной математике; открывать её невозможно без вычислительной техники.  Л. И. Волковыский, выступающий инициатором новой специальности, выступил также с идеей создания вычислительного центра. Ю. В. Девингталь был соратником Л. И. Волковыского в обеих инициативах. 1 февраля 1960 г. по приказу Минвуза РСФСР в Пермском университете был создан вычислительный центр, директором которого назначается Ю В. Девингталь. В этой должности он отработал более 30 лет, передав её А. И. Микову. За это время в вычислительном центре (ныне — компьютерный центр) успело смениться четыре поколения вычислительных машин.
Большую роль в обучении программированию студентов Пермского и других университетов сыграла книга «Программирование для электронной вычислительной машины „Арагац“», написанная в 1965 году Ю. В. Девингталем в соавторстве с Т. А. Голощаповой и Ю. Ф. Фоминых.
В 1972 году для подготовки специалистов по вычислительной математике в университете создается кафедра прикладной математики, её заведующим становится Ю. В. Девингталь. Он читал лекции практически по всем разделам математики: «Уравнения математической физики», «Численные методы», «ЭВМ и вычислительная математика», «Архитектура ЭВМ», «Искусственный интеллект», «Специальные функции». Вычислительный центр и кафедра прикладной математики университета были первой кузницей кадров программистов и вычислителей Перми и Пермской области.
Ю. В. Девингталь активно занимался работой в рамках двух научных разделов: распознавание образов и автоматизация научных исследований. По распознаванию образов им написано более десятка научных статей. Многие выпускники механико-математического факультета выполняли работы в этой области под руководством Ю. В. Девингталя по заказу различных организаций города. В качестве главного конструктора Девингталь был организатором АСНИ в Пермском университете.

## Избранные работы
- Девингталь Ю. В. О существовании и единственности решения одной задачи Ф. И. Франкля // Изв. вузов. Математика. 1958. № 2/3. C. 39–51.
- Девингталь Ю. В. О существовании решения одной задачи Ф. И. Франкля // Докл. АН СССР. 1958. Т. 119. № 1. C. 15–18.
- Девингталь Ю. В. Решение некоторых задач для уравнения смешанного типа: Дис... канд. физ.-мат. наук. 1958.
- Девингталь Ю. В. К вопросу о существовании и единственности решения задачи Франкля // УМН. 1959. Т. 14. Вып. 1(85). C. 177–182.
- Девингталь Ю. В. Применение метода последовательных приближений к одному виду сингулярных интегральных уравнений в связи с решением обобщающей задачи Трипоми для уравнений М. А. Лаврентьева // УМН. 1959. Т. 14. Вып. 1 (85). C. 169–176.
- Девингталь Ю. В. Современная вычислительная техника в промышленности. Пермь: Перм. книж. изд-во, 1963. 40 c.
- Девингталь Ю. В. Применение вычислительной техники в промышленности. Пермь, 1964. 35 с.
- Бельферман Б. Х., Быкова М. И., Девингталь Ю. В. и др. К методике определения площадей распространения проницаемых слоев с применением теории вероятностей // Тр. Перм. филиала института Гипровостокнефть. 1965. Вып. 1. С. 4.
- Голощапова Т. А., Девингталь Ю. В., Фоминых Ю. Ф. Программирование для электронной вычислительной машины «Арагац». : Учебное пособие — Пермь; 1965/ 444 c.
- Воробьева Л. И., Девингталь Ю. В., Якимов А. А. Использование алгоритма «обобщенный портрет» для комплексной интерпретации промыслово-геофизических данных на месторождениях Пермской области // Тр. Моск. ин-та нефтехим. и газ. промышленности им. И. М. Губкина. 1966. Вып. 62. С. 4.
- Грибуля В. Б., Девингталь Ю. В., Савицкий Е. М. О распознавании двойных диаграмм состояния металлических систем с помощью электронно-вычислительной машины // ДАН СССР. 1968. Т. 178. № 1. C. 79–81.
- Грибуля В. Б., Девингталь Ю. В., Савицкий Е. М. Прогноз металлических соединений типа В с помощью электронно-вычислительной машины // ДАН СССР. 1968. Т. 183. № 5. С. 2.
- Девингталь Ю. В. Об оптимальном кодировании объектов при классификации их методами распознавания образов // Изв. АН СССР Техн. кибернетики. 1968. № 1. C. 162–169.
- Грибуля В. Б., Девингталь Ю. В., Савицкий Е. М. Попытка распознавания двойных диаграмм состояния металлических систем с помощью электронно-вычислительной машины // Теоретические и экспериментальные исследования диаграмм состояний металлических систем. М.: Наука, 1969. С. 7.
- Грибуля В. Б., Девингталь Ю. В., Савицкий Е. М. Распознавание типа реакции образования и оценка интервала гомогенности металлических фаз при помощи ЭВМ // ДАН СССР. 1969. Т. 185. № 3. С. 4.
- Девингталь Ю. В., и др. Алгоритмы и программы для ЭВМ «Арагац». Пермь, 1970. № 220. Вып. 1, 2.
- Девингталь Ю. В. Кодирование объектов при использовании разделяющей гиперплоскости для их классификации // Изв. АН СССР. Техн. кибернетика. 1971. № 3. C. 139–147.
- Девингталь Ю. В. Статистические исследования алгоритма нормирования подготовительного времени для токарных операций методом компиляционного анализа // Вопросы оборонной техники серии 18. 1972. Вып. 25. С. 5.
- Девингталь Ю. В. Построение информативных функций при разделении объектов на произвольное число классов и применение их к анализу кардиограмм // Материалы по математическому использованию ЭВМ в медико-биологических исследованиях. Обнинск, 1976. C. 47–48.
- Губинский А. И., Девингталь Ю. В., Макарова Т. В., Мерзляков Б. Л. Применение метода оптимального кодирования к исследованию технологии изготовления маслонаполненных кабелей // Электротехническая промышленность. М., 1981. Вып. 2 (92). С. 5.
- Девингталь Ю. В., Медовар Б. Н., Самойлович Ю. А. и др. Исследование электронно-шлакового процесса методами физического и математического моделирования // Проблемы специальной электрометаллургии. Киев, 1985. №3. C. 5–10.

## Общественная деятельность
- Ю. В. Девингталь был ректором Пермского Народного университета;
- председателем комитета ОС НТО по прикладной математике и вычислительной технике;
- руководителем философского семинара сотрудников ВЦ университета и научного семинара по АСНИ.

## Награды
- Медаль «За доблестный труд в Великой Отечественной войне 1941—1945 гг.».
- Медаль «В ознаменование 100-летия со дня рождения Владимира Ильича Ленина».
- Медаль «Ветеран труда».
- Нагрудный знак «Отличник народного просвещения».
- Почётный знак «За отличные успехи в области высшего образования СССР».
- Благодарности ректора Пермского университета.
- Благодарности Министерства высшего образования.
- Грамоты Министерства высшего и среднего специального образования СССР.
- Грамоты Государственного комитета Российской Федерации по высшему образованию.

## Разное
- Ю. В. Дивенгталь был очень улыбчивым и жизнерадостным человеком; улыбчивость стала чертой и других сотрудников вычислительного центра ПГУ. В 1960–1970-х годах на мехмате была популярна была шутка о том, что единица измерения улыбчивости называется "1 девингталь"[3].
- В память о Ю В. Девингтале аудитория кафедры прикладной математики и информатики механико-математического факультета Пермского университета № 522 названа его именем.
- В октябре 2010 в ПГНИУ была открыта мемориальная доска Ю В. Девингталя (см. фото).
- На механико-математическом факультете ПГНИУ учреждена премия им. Ю В. Девингталя, которая присуждается лучшим сотрудникам факультета.